# NAVIGATOR (SixTONESの曲)
「NAVIGATOR」（ナビゲーター）は、SixTONESの楽曲。同グループの2枚目のシングルとして、Sony Music Labelsから2020年7月22日に発売された。

## リリース
本作のリリースは2020年4月2日にSixTONES公式HP上で発表された。
同年4月16日には、フジテレビ「ノイタミナ」枠のテレビアニメ『富豪刑事 Balance:UNLIMITED（以下、富豪刑事）』のオープニング主題歌を担当していること、また同楽曲が2枚目のシングルの表題曲であることを発表。当初、同アニメはオープニングアーティストを非公表のまま放送しており、視聴者の間で注目が集まっていた。
当初は6月3日の発売予定だったが、新型コロナウイルス等対策特別措置法に基づく緊急事態宣言による発売機会への影響や、上述のテレビアニメの放送延期を鑑みて発売を延期。6月6日に改めて発売日が発表された。
7月26日には『富豪刑事』が海外放送されていることに伴い、「NAVIGATOR」の全11言語・12パターンのリリックビデオを公開した。

### 特典
- 先着特典 - A5クリアファイル（対象店舗別の全4種）[15]

## 収録内容
各形態の2曲目はジャニーズJr.時代の楽曲の新規録音音源。

### CD

#### 初回盤
1. NAVIGATOR [4:09]
作詞：高木誠司、作曲：高木誠司・高慶“CO-K”卓史、編曲：高慶“CO-K”卓史
  - フジテレビ系アニメ・ノイタミナ枠『富豪刑事 Balance:UNLIMITED』オープニングテーマ
  - 仙台放送『あらあらかしこ』2020年7月度エンディング曲
  - 岩手めんこいテレビ『8っぴーサタデー』2020年8月度エンディング曲
2. 光る、兆し [3:53]
作詞・作曲・編曲：中野領太
  - SixTONES出演 XFLAG『モンスターストライク』CMタイアップ曲

#### 期間限定盤
1. NAVIGATOR
2. JAPONICA STYLE [3:25]
作詞：ma-saya、作曲：TAKUYA HARADA、編曲：久下真音
  - SixTONES主演[17] 舞台『少年たち 〜Born Tomorrow〜』[18]挿入歌
  - SixTONES主演[17] 映画 『映画 少年たち』劇中曲
  - 2018年に行われた「YouTubeアーティストプロモ」の一環でMVを制作しており、ジャニーズJr.チャンネルで公開している[19]。
3. NAVIGATOR -TV edit- [1:32]
  - 表題曲のテレビバージョン

#### 通常盤
1. NAVIGATOR
2. Hysteria [3:05]
作詞：Komei Kobayashi、作曲：KAIROS、編曲：KAIROS・K.O
  - SixTONES主演[17] 舞台『少年たち そして、それから・・・』[20]挿入歌
3. You & I [3:43]
作詞：ONIGASHIMA、作曲・編曲：Justin Reinstein
4. love u… [3:27]
作詞・作曲・編曲：TOMOKO IDA・TSUGUMI

### DVD

#### 初回盤
1. NAVIGATOR -Music Video-
2. NAVIGATOR -Music Video Making-
3. NAVIGATOR -Music Video Solo Angle-

#### 期間限定盤
1. 富豪刑事 Balance:UNLIMITED -Non-Credit Opening Movie-

## チャート成績
初動3日間の集計で545,578枚を売り上げ、1stシングル『Imitation Rain/D.D.』に引き続きハーフミリオンを達成。
オリコンチャートでは、初週で62.2万枚を売り上げ7月28日付「オリコン週間シングルランキング」において初登場1位を記録した。
Billboard JAPANでは、8月3日付の総合ソング・チャート"JAPAN HOT 100"において、CDセールス、Twitter、ルックアップの3冠を達成し、総合1位を獲得。また、アニメチャート“JAPAN Hot Animation”ではCDセールス、ルックアップ、ラジオ、Twitterの4指標で1位を記録、動画再生においても2位を記録し、アニメ総合1位を獲得。前週までチャート史上最長記録（当時）となる16週にわたって獲得し続けていたLiSAの「紅蓮華」の連続1位を止めた作品となった。